# Anaa (atolón)
Anaa es un atolón situado en el archipiélago de Tuamotu, de la Polinesia Francesa, siendo su capital (Tahanea), a su vez, la capital administrativa de la comuna de Anaa.

## Historia
El atolón de Anaa era conocido por la legendaria ferocidad de sus guerreros que, en el siglo XVII, dominaron y saquearon el noroeste del archipiélago de Tuamotu. Una serie de excavaciones arqueológicas en Anaa, cerca de los maraes, han revelado la presencia de al menos 315 "pozos de cultivo" -excavados por unidades familiares de tres a cuatro personas para alcanzar la humedad latente de la lente de agua de precipitación retenida en el lecho de coral donde se depositaban las ramas y el abono- destinados al cultivo de diferentes variedades de taro, cuyos tubérculos, Los polinesios que habitaban el atolón cosechaban estos tubérculos cada seis meses.
Hacia 1770, los guerreros (conocidos como Parata) del atolón de Anaa entraron en conflicto con los de Rangiroa y les infligieron una serie de importantes derrotas.

### Exploración y Colonización Europea
Anaa fue avistada por primera vez por el navegante portugués al servicio de España Pedro Fernandes de Queirós el 10 de febrero de 1606. Sin embargo, fue el explorador francés Louis Antoine de Bougainville quien descubrió el atolón con certeza en 1768. El navegante británico James Cook desembarcó en ella el 8 de abril de 1769 y la bautizó como "Isla de las Cadenas " (Chain Island), luego le tocó al navegante español Domingo de Boenechea visitarla en dos ocasiones, el 1 de noviembre de 1772 y el 2 de noviembre de 1774, bautizándola como Isla de "Todos Los Santos", seguido el 4 de noviembre de 1774 por el navegante español José de Andía y Varela, y finalmente Anaa fue registrada por el capitán británico Frederick William Beechey el 1 de abril de 1837.

### Época moderna
A principios del siglo XIX, el control del atolón pasó a manos de la dinastía Pomaré de Tahití.  Anaa se convirtió en un territorio francés en ese mismo período, el más poblado del archipiélago con unos 1.300 habitantes, que desarrolló una gran producción de aceite de coco (unos 200 barriles al año hacia 1860). Anaa era una de las islas más pobladas de las Tuamotus, con hasta 2.000 habitantes. Sin embargo, el ciclón del 8 de febrero de 1906 causó importantes daños materiales en el atolón, que quedó sumergido por el oleaje ciclónico -calculado científicamente entre 15 y 19 metros de altura- y provocó la desaparición en el mar de un centenar de sus habitantes (de 95 a 130 según los informes, que vivían principalmente en las aldeas de Tukuhora, Tekahora y Temarie), dejando el atolón sin recursos durante muchos años.
En 1976 se construyó un aeródromo. En 1983 fue afectada de nuevo por un ciclón.

## Geografía
Anaa se sitúa a 66 kilómetros al sur del atolón de Faaite, a 78 kilómetros del atolón de Tahanea y a 377 km al este de Tahití; y es un atolón ovalado de 29,5 km de largo y 6,5 km de ancho, con una superficie total de 38 km². El arrecife coralino está formado por once islotes con un suelo más profundo y más fértil que los otros atolones de las Tuamotu, de los que nueve se llaman:
Kereteki, Mania, Omanaotika, Oparari, Otepipi, Putuahara, Teharie, Tematahoa y Tukuhora.
La laguna es poco profunda, sin ningún paso navegable al océano, y formada por 3 cuencas principales. Aunque no dispone de ningún paso navegable, el agua de la laguna se renueva por diversos canales poco profundos que se pueden cruzar caminando.

### Geología
Desde el punto de vista geológico, el atolón es la excrecencia coralina (105 metros) de la cima de un gran monte submarino volcánico del mismo nombre (la "Cresta de Anaa", de 11 438 m³), que mide 3415 metros desde el fondo marino, formado hace unos 52,5-59,6 millones de años.

### Fauna y flora
El atolón alberga una población endémica de currucas de pico largo y su laguna tiene colonias de Cardium fragum.

## Demografía
La población fue de 497 habitantes en 2012, vive principalmente de la pesca, el cultivo de nácar y la producción de copra. Cuenta con un aeródromo.

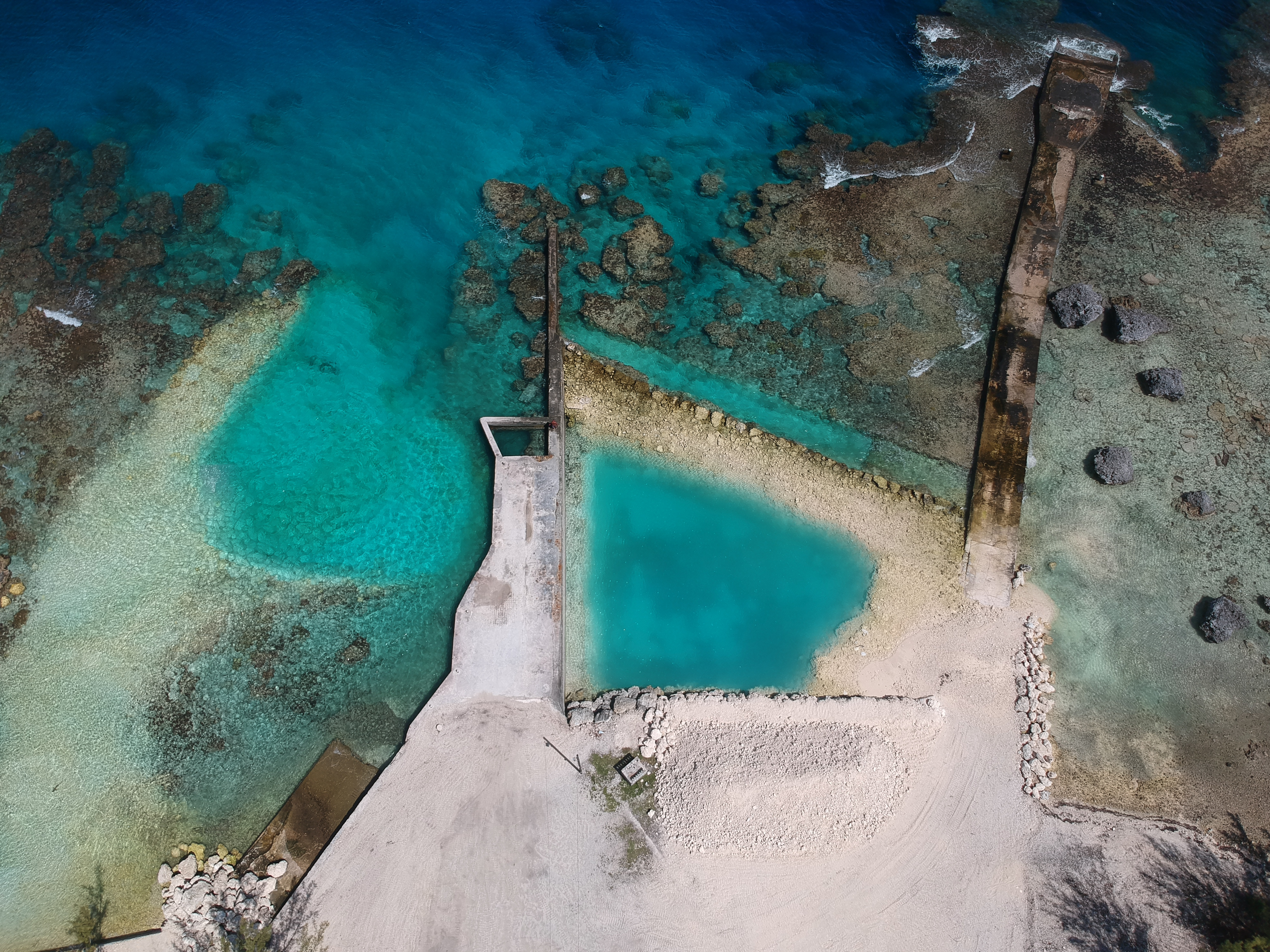
Muelle del Atolón

En 2017, la población total de Anaa se registró en 494 personas su evolución es la siguiente:
| 400                                               | 426 | 411 | 435 | 463 | 496 | 494 |
| Fuentes ISPF y Gobierno de la Polinesia Francesa. |     |     |     |     |     |     |

### Religión
En 1850, Anaa era un activo centro de comercio de nácar y copra, con una población máxima de 2000 personas. En 1852, las tropas coloniales francesas intervinieron, a raíz de un levantamiento resultante de la competencia entre los mormones norteamericanos y los católicos franceses. En la actualidad la mayor parte de la población está afiliada al cristianismo. La Iglesia Católica posee un edificio religioso en el atolón (en Tukuhora) llamado Iglesia de San José (Église de Saint-Joseph) que depende de la Arquidiócesis metropolitana de Papeete con sede en Tahíti.

## Economía
La mayor parte de la actividad económica del atolón está relacionada con la pesca y la piscicultura en los hoas (canales situados entre los motus que comunican la mar con el lago interior de los atolones), así como con la producción de copra, con plantaciones de coco cultivadas prácticamente en todos los motus (islotes).
Anaa cuenta con un aeródromo (código IATA: AAA) cerca del pueblo principal de Tukuhora con una pista de 1.400 metros de longitud. Por término medio, realiza unos 140 vuelos y 3.500 pasajeros al año.

## Administración
El atolón está formado administrativamente por seis villas, casi todas actualmente deshabitadas:
- Tukuhora (capital)
- Otepipi
- Putuahara (también llamado Mania)
- Tekahora
- Temarie
- Tematahoa

### Comuna de Anaa
El atolón Anaa forma parte de la comuna (municipio) Anaa, que forma parte de la subdivisión administrativa de las islas Tuamotu-Gambier. Esta comuna incluye también el atolón asociado de Faaite y los atolones deshabitados de Tahanea y Motutunga. La sede de la comuna es el pueblo Tuuhora.
| Atolón                    | localidad principal | Población 2017 | Área terrestre (km²) | Área de la Laguna (km²) | Coordenadas                          |
| ------------------------- | ------------------- | -------------- | -------------------- | ----------------------- | ------------------------------------ |
| Comuna asociada de Anaa   |                     |                |                      |                         |                                      |
| Anaa                      | Tuuhora             | 494            | 37.7                 | 90                      | 17°20′S 145°30′O / -17.333, -145.500 |
| Comuna asociada de Faaite |                     |                |                      |                         |                                      |
| Faaite                    | Hitianau            | 317            | 18.0                 | 227                     | 16°43′S 145°19′O / -16.717, -145.317 |
| Motutunga                 | -                   | -              | 18.0                 | 126                     | 17°04′S 144°17′O / -17.067, -144.283 |
| Tahanea                   | -                   | -              | 18.0                 | 522.5                   | 16°50′S 144°45′O / -16.833, -144.750 |
| Comuna de Anaa            | Tukuhora            | 811            | 55.7                 | 965.5                   |                                      |

#### Faaite
Faaite es un atolón situado a 60 km al norte de Anaa. La superficie total del atolón es de 230 km². Su zona de tierra firme tiene una superficie de 9 km². La laguna interior tiene un canal navegable hacia el océano. El pueblo principal es Hitianau, con una población total de 246 habitantes. Fue descubierto por John Turnbull en 1802, el primer comerciante del Pacífico que utilizó la ruta de Tahití a Hawái. Históricamente el atolón también ha sido conocido como Miloradovich.

#### Tahanea
Tahanea es un atolón de 63 km², con tres pasos hacia el interior de la laguna. Está deshabitado y es visitado ocasionalmente. Fue descubierto por Domingo de Bonaechea en 1772, que lo llamó San Julián. También ha sido conocida como Tchitschagof.

#### Motutunga
Motutunga es un atolón deshabitado, con un paso al interior de la laguna no navegable. Domingo de Bonaechea lo llamó San Blas. También ha sido conocida como Isla de la Aventura.